# Arrondissement Nogent-sur-Seine
Das Arrondissement Nogent-sur-Seine ist eine Verwaltungseinheit des Départements Aube in der französischen Region Grand Est. Unterpräfektur ist Nogent-sur-Seine.
Im Arrondissement liegen vier Wahlkreise (Kantone) und 79 Gemeinden.

## Wahlkreise
- Kanton Creney-près-Troyes (mit 25 von 33 Gemeinden)
- Kanton Nogent-sur-Seine
- Kanton Romilly-sur-Seine
- Kanton Saint-Lyé (mit 25 von 33 Gemeinsen)

## Gemeinden
Die Gemeinden des Arrondissements Nogent-sur-Seine sind:
| 1. Avant-lès-Marcilly (10020)         | 2. Avon-la-Pèze (10023)                  | 3. Barbuise (10031)                  | 4. Bercenay-le-Hayer (10038)           |
| 5. Bessy (10043)                      | 6. Boulages (10052)                      | 7. Bourdenay (10054)                 | 8. Bouy-sur-Orvin (10057)              |
| 9. Champfleury (10075)                | 10. Chapelle-Vallon (10082)              | 11. Charmoy (10085)                  | 12. Charny-le-Bachot (10086)           |
| 13. Châtres (10089)                   | 14. Chauchigny (10090)                   | 15. Courceroy (10106)                | 16. Crancey (10114)                    |
| 17. Dierrey-Saint-Julien (10124)      | 18. Droupt-Saint-Basle (10131)           | 19. Droupt-Sainte-Marie (10132)      | 20. Échemines (10134)                  |
| 21. Étrelles-sur-Aube (10144)         | 22. Faux-Villecerf (10145)               | 23. Fay-lès-Marcilly (10146)         | 24. Ferreux-Quincey (10148)            |
| 25. Fontaine-les-Grès (10151)         | 26. Fontaine-Mâcon (10153)               | 27. Fontenay-de-Bossery (10154)      | 28. Gélannes (10164)                   |
| 29. Gumery (10169)                    | 30. La Fosse-Corduan (10157)             | 31. La Louptière-Thénard (10208)     | 32. La Motte-Tilly (10259)             |
| 33. La Saulsotte (10367)              | 34. La Villeneuve-au-Châtelot (10421)    | 35. Le Mériot (10231)                | 36. Les Grandes-Chapelles (10166)      |
| 37. Longueville-sur-Aube (10207)      | 38. Maizières-la-Grande-Paroisse (10220) | 39. Marcilly-le-Hayer (10223)        | 40. Marigny-le-Châtel (10224)          |
| 41. Marnay-sur-Seine (10225)          | 42. Méry-sur-Seine (10233)               | 43. Mesgrigny (10234)                | 44. Mesnil-Saint-Loup (10237)          |
| 45. Montpothier (10254)               | 46. Nogent-sur-Seine (10268)             | 47. Origny-le-Sec (10271)            | 48. Orvilliers-Saint-Julien (10274)    |
| 49. Ossey-les-Trois-Maisons (10275)   | 50. Pars-lès-Romilly (10280)             | 51. Périgny-la-Rose (10284)          | 52. Plancy-l’Abbaye (10289)            |
| 53. Plessis-Barbuise (10291)          | 54. Pont-sur-Seine (10298)               | 55. Pouy-sur-Vannes (10301)          | 56. Prémierfait (10305)                |
| 57. Prunay-Belleville (10308)         | 58. Rhèges (10316)                       | 59. Rigny-la-Nonneuse (10318)        | 60. Rilly-Sainte-Syre (10320)          |
| 61. Romilly-sur-Seine (10323)         | 62. Saint-Aubin (10334)                  | 63. Saint-Flavy (10339)              | 64. Saint-Hilaire-sous-Romilly (10341) |
| 65. Saint-Loup-de-Buffigny (10347)    | 66. Saint-Lupien (10348)                 | 67. Saint-Martin-de-Bossenay (10351) | 68. Saint-Mesmin (10353)               |
| 69. Saint-Nicolas-la-Chapelle (10355) | 70. Saint-Oulph (10356)                  | 71. Salon (10365)                    | 72. Savières (10368)                   |
| 73. Soligny-les-Étangs (10370)        | 74. Trancault (10383)                    | 75. Traînel (10382)                  | 76. Vallant-Saint-Georges (10392)      |
| 77. Viâpres-le-Petit (10408)          | 78. Villadin (10410)                     | 79. Villenauxe-la-Grande (10420)     |                                        |

## Neuordnung der Arrondissements 2016

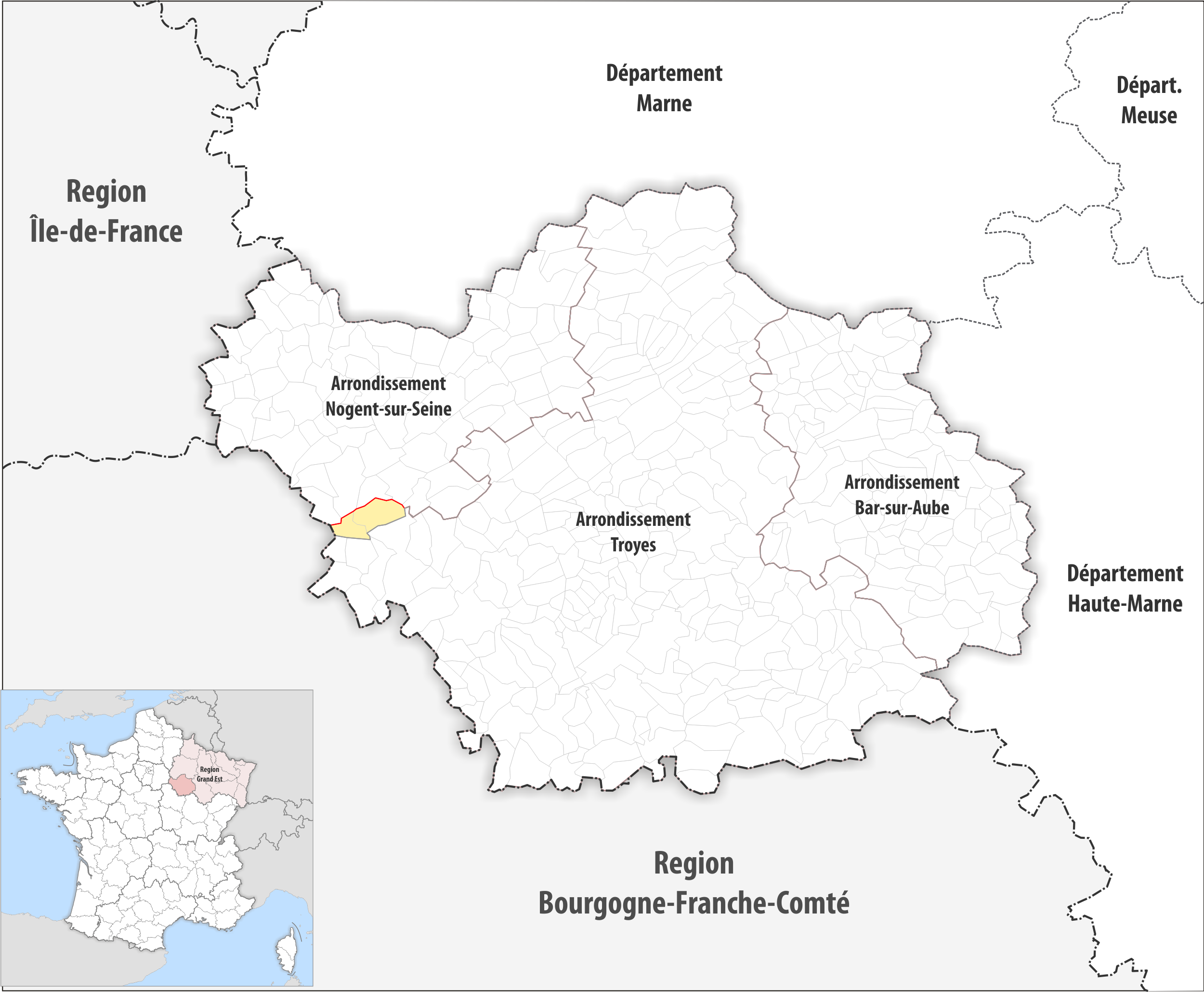
Arrondissementsanpassungen im Jahr 2016

Durch die Neuordnung der Arrondissements im Jahr 2016 wurden die Fläche der Gemeinde Planty sowie die Fläche der ehemaligen Gemeinde Palis vom Arrondissement Nogent-sur-Seine dem Arrondissement Troyes zugewiesen.

## Weitere Neuordnungen
- Zum 1. Januar 2018 wurde die Gemeinde Dierrey-Saint-Pierre aus dem Arrondissement Nogent-sur-Seine in das Arrondissement Troyes übergeführt.[1]

## Ehemalige Gemeinden seit der landesweiten Neuordnung der Kantone
bis 2015:
Palis